# Ново Село (Купрес, Република Српска)
Ново Село је насељено мјесто у општини Купрес, Република Српска, БиХ. Према прелиминарним подацима пописа становништва 2013. године, у насељеном мјесту Ново Село укупно је пописано 120 лица.

## Географија
Налази се на Купрешкој висоравни.

## Култура
У насељу се налази спомен-обиљежје палим борцима Војске Републике Српске.

## Саобраћај
Влада Републике Српске врши обнову магистралног пута од Новог Села до Шипова.

## Становништво
Према попису становништва из 1991. године, насеље је имало 320 становника.
| Националност | 2013.         | 1991.        |
| Срби         | 120 (100,00%) | 319 (99,68%) |
| Хрвати       |               | 1 (0,31%)    |
| Укупно       | 120           | 320          |

| Демографија | Демографија | Демографија |
| Година      | Становника  | Становника  |
| ----------- | ----------- | ----------- |
| 1948.       | 618         |             |
| 1953.       | 691         |             |
| 1961.       | 635         |             |
| 1971.       | 604         |             |
| 1981.       | 436         |             |
| 1991.       | 320         |             |
| 2013.       | 120         |             |

## Знамените личности
- Роса Шебез